# 吉良彩花
吉良 彩花（きら あやか、1997年10月15日 - ）は、千葉県出身の女優、元アイドル。トップアクトプロモーション所属。

## 人物
身長165cm。血液型A型。旧芸名は川村 彩花。
2013年から2017年までアイドルグループ「赤マルダッシュ☆」の黒い豚カレーうどん担当として活動していた。
愛称は「あーちゅん」。
趣味は宝塚歌劇団の観劇、歌唱、ダンス、食べる事、アイドル研究。特技は日本舞踊、華道。

## 出演作品

### テレビドラマ
- カノジョは嘘を愛しすぎてる サイドストーリー 〜ボクとカノジョが出会う前の物語〜 第10話（2013年、フジテレビTWO）
- 東京タラレバ娘2020（2020年、日本テレビ）
- 日曜ドラマ / 親バカ青春白書（2020年、日本テレビ）
- 連続ドラマW（2021年、WOWOW）
  - 華麗なる一族
  - さまよう刃 第1話
- ナンバMG5 第10話（2022年、フジテレビ） - 美山あおい
- 木曜劇場 / あなたがしてくれなくても 最終話（2023年、フジテレビ） - スタイリストアシスタント
- 何曜日に生まれたの（2023年、ABC） - 生徒
- 仮面ライダーガッチャード 第11、12話（2023年、テレビ朝日） - 針馬汐里

### テレビ番組
- 水曜日のダウンタウン 「名探偵津田」（2023年、TBS） - AD・後藤晴菜

### 映画
- カノジョは嘘を愛しすぎてる（2013年、東宝） - 夏

### 配信ドラマ
- 17.3 about a sex（2020年、ABEMA SPECIAL）
- 今際の国のアリス シーズン2（2022年、Netflix） - ディーラー
- 幽☆遊☆白書（2023年、Netflix）

### 舞台
- ゲートシティーの恋（2020年）
- NariMasu Produce vol.1「乱玉のボクサー」（2020年）
- S・T・B 企画第二弾公演舞台「日本語私辞典」（2021年）
- 超古代ファンタジー活劇公演「蛇骸王STRIKE」（2021年）
- coconkukanunity vol.12（2022年）

### CM
- 東洋水産 マルちゃん赤いきつねと緑のたぬき（2013年 - 2017年） - 「赤マルダッシュ☆」黒い豚カレーうどん担当として
- 日本マクドナルド マックフルーリー超オレオ（2018年）
- Toreta now（2019年）
- エースコンタクト（2020年）
- 学情（2020年）
- HJ ホールディングス（2020年）
- 株式会社潮「ハイブリッドファン」（2021年）
- 焼肉きんぐ（2021年）
- ナガワ（2021年）
- オービックビジネスコンサルタント 「奉行クラウド請求管理電子化篇」（2022年）
- タイムリッチ銀座（2023年）
- 世田谷自然食品 「乳酸菌が入った青汁プレミアム」（2023年）

### MV
- 山下達郎 「LOVE’S ON FIRE」（2023年、MOON RECORDS）

### WEB
- 環境のミカタ（2020年）
- 富士宮市 PR動画（2020年）
- 農林中央金庫 「3minutes nochu bank」（2020年）
- ミルボンコーポレート ブランドVTR（2021年）
- マイナビバイト（2023年）